# Irina Chudoroškinová
Irina Alexandrovna Chudoroškinová (rusky Ирина Александровна Худорошҝина; * 13. října 1968) je ruská koulařka. Na letních olympijských hrách 1996 v Atlantě získala bronzovou medaili. Na mistrovství Evropy v hale v roce 1996 skončila na druhém místě.
V roce 2004 byla suspendována kvůli porušení antidopingových pravidel. Po nálezu hydrochlorothiazidu, zakázaného diuretika používaného k zamaskování užití nedovolených prostředků ke zlepšení výkonnosti, nesměla od dubna 2004 do dubna 2006 závodit.